# Mazen Ismail
Mazen Ismail (født 1985 i Beirut) er en dansk forfatter, komiker, musiker og iværksætter med dansk-palæstinensisk og dansk-libanesisk baggrund.

## Baggrund
Mazen blev født i 1985 i Beirut under den libanesiske borgerkrig. Hans mor er libaneser og hans far palæstinenser. Da han var fem år gammel, flygtede familien til Danmark. Han boede i Sandholmlejren og andre asylcentre og voksede siden op i Brejning. Som ung blev han smidt ud af fire forskellige skoler og forlod 9. klasse uden afgangseksamen. Han kom ind i et kriminelt miljø og blev fængslet. Mens han var prøveløsladt, tog han afgangseksamen fra VUC i Vejle. Siden tog han en HHX-eksamen på handelsskolen i Fredericia. Han har en bachelor i international erhvervskommunikation og sprog fra Syddansk Universitet.

## Karriere
Mazen var halvdel af musikduoen Lagix, hvis genindspilning af sangen Ahwak lå på hitlisterne i Mellemøsten.
Han blev kendt som komiker, da han lavede sarkastiske videoer om emner som tørklædedebatten og ramadan på arbejdspladser. I 2019 havde han godt 42.000 følger på Facebook.
Han har skrevet bøgerne Gadedreng forklædt som poet og Hest på stiletter.

## Samfundsdebat
I 2018 optrådte han med standupshowet "Sådan sender I mig hjem", og året efter fulgte han op med "Sådan overtager vi Danmark".
Mazen Ismail har deltaget i debatten om  indvandringen til og integrationen i Danmark, bl.a. i tørklædedebatten. Det medførte, at han modtog dødstrusler.